# Ahkiosaaret (ö i Äänekoski)
Ahkiosaaret är en ögrupp i mellersta delen av Keitele i Finland. Den ligger i sjön Keitele och i kommunerna Äänekoski och Viitasaari och landskapet Mellersta Finland, i den centrala delen av landet, 300 km norr om huvudstaden Helsingfors. Öns area är 21,5 hektar och dess största längd är 0,9 kilometer i sydöst-nordvästlig riktning.  Notera att namnet antyder att det är fråga om flera öar.